# رفاييل أدييجو برونو
رفاييل أدييغو برونو (بالإسبانية: Rafael Addiego Bruno) (23 فبراير 1923 – 20 فبراير 2014) رئيس سابق لجمهورية أوروغواي.